# Região Geográfica Intermediária de Rorainópolis-Caracaraí
A Região Geográfica Intermediária de Rorainópolis-Caracaraí é uma das duas regiões intermediárias do estado brasileiro de Roraima e uma das 134 regiões intermediárias do Brasil, criadas pelo Instituto Brasileiro de Geografia e Estatística (IBGE) em 2017. É composta por 6 municípios, distribuídos em duas regiões geográficas imediatas.
Sua população total estimada pelo Instituto Brasileiro de Geografia e Estatística (IBGE) para 1º de julho de 2018 é de 88 559 habitantes, distribuídos em uma área total de 113 188,546 km².
Rorainópolis é o município mais populoso da região intermediária, com 29 533 habitantes, de acordo com estimativas de 2018 do Instituto Brasileiro de Geografia e Estatística (IBGE).

## Regiões geográficas imediatas
| Região geográfica imediata | Municípios                                       | População Estimativa 2018 | Área (km²)  |
| -------------------------- | ------------------------------------------------ | ------------------------- | ----------- |
| Rorainópolis               | Caroebe Rorainópolis São João da Baliza São Luís | 55 395                    | 51 457,038  |
| Caracaraí                  | Caracaraí Iracema                                | 33 164                    | 61 731,508  |
| Total                      | 6                                                | 88 559                    | 113 188,546 |